# Wiesen (restaurant)
Wiesen is een restaurant in Eindhoven, Nederland. Sinds 2015 heeft het een Michelinster. GaultMillau kende het restaurant in 2016 14 van de 20 punten toe.
Het restaurant werd geopend op 1 juli 2010 door Yuri en Jessie Wiesen en is te vinden in de wijk ‘De Bergen' in het centrum van Eindhoven. De chef-kok van “Wiesen” is Yuri Wiesen. Na de koksopleiding werkte hij onder andere bij Michelinster restaurant De Lindehof in Nuenen.